# 46. (srbska) divizija (NOVJ)
46. (srbska) divizija je bila partizanska divizija, ki je delovala v sklopu NOV in POJ v Jugoslaviji med drugo svetovno vojno.
Ustanovljena je bila 20. septembra 1944.

## Sestava
september 1944
- 25. srbska brigada
- 26. srbska brigada
- 27. srbska brigada